# Radenac

Radenac este o comună în departamentul Morbihan, Franța. În 1 ianuarie 2022 avea o populație de 1.067 de locuitori.